# عباس بصري الغنيمي
عباس بن حسين بن بصري الغنيمي العباسي الهاشمي مؤرخ نسابة مصري. أختير نقيبا عاما للأشراف العباسيين بمصر من قبل الأمانة العامة لأنساب السادة العباسيين عام 2008م. يرأس لجنة تحقيق الأنساب بجمعية أنساب السادة الأشراف العباسيين الهاشميين لتحقيق وتوثيق الأنساب وتتبع مديرية التضامن الاجتماعي بأسوان وذلك منذ عام 2016م.

## نشأته
ولد عباس بصري في قرية الغنيمية التابعة لمحافظة أسوان عام 1943م. وهو من عشيرة الغنيمية العباسية وتنتسب إلى الخلفاء العباسيين. درس في كتاب قريته بمنطقة ادفو قبلي مركز محافظة أسوان وأتم حفظ القرآن الكريم في طفولته وتخرج من كلية الشرطة قسم القانون ولم يمنعه هذا من الاطلاع فقرأ: تفسير القرطبي، ابن كثير، الجلالين، الألوسي وتفسير جزء عم للإمام محمد عبده والكتب الستة في الأحاديث بالإضافة إلى موطأ مالك في الفقه.

## نسبه
هو عباس بن حسين بن بصري بن آدم بن حسين بن حسن بن نصر بن محمد بن علي بن عطية بن سعد بن إدريس بن جابر بن غنيم بن أحمد قراش بن محمد قريش (إنتقل من الجزيرة العربية إلى مصر) بن الأمير عبد الله بن الأمير يوسف (أول من قدم لبلاد الأزد من العراق) بن الأمير عبد العزيز بن المستنصر بالله واسمه منصور بن الظاهر بأمر الله بن الناصر لدين الله بن المستضئ بأمر الله بن المستنجد بالله بن المقتفي لأمر الله بن المستظهر بالله بن المقتدي بأمر الله بن الأمير محمد بن القائم بأمر الله بن القادر بالله بن الأمير إسحاق بن المقتدر بالله بن المعتضد بالله بن طلحة الموفق بالله بن المتوكل بالله بن المعتصم بالله بن هارون الرشيد بن محمد المهدي بن أبو جعفر المنصور بن محمد بن علي بن عبد الله بن العباس بن عبدالمطلب بن هاشم.

## مؤلفاته
اهتم بالنسب العباسي الشريف والقبائل العربية والشعر والتصوف وله في ذلك عدة كتب صدر بعضها عن دار ركابي للنشر بمصر، منها:
- الذهب المصفى في سيرة آل بيت النبي المصطفى وجملة من الصحابة.
- الأشراف العباسيون في مصر.[4]
- بالتعاون مع مؤلفين سعوديين كتاب نبذات الوصل لذرية أمير المؤمنين الخليفة أبي جعفر منصور المستنصربالله العباسي.
- موجز القبائل العربية في أسوان وأنسابها.
- نسب الأشراف الغنيمية أحفاد العباس عم النبي صلى الله عليه وسلم.
- عائلة الرزوقة الغنيمية أحفاد العباس عم النبي صلى الله عليه وسلم بالسودان.
- بحر الغرام (ديوان شعر).
- المذكرة الذهبية في الطريقة النقشبندية.
- فصل الكلام في بيان نسب بني كاهل والزبير بن العوام.
- الشيخ الإدفوي وقبائل إدفو.
- ياولدي (في أدب النصائح).
- الأشراف العباسيون...نسب...وتاريخ...وواقع، مؤلف من ستة أجزاء يحتوي على مصورات من المشجرات العباسية ومخطوطات الأنساب وهو مخطوط قيد الطبع.
- الحق المبين في بيان نسب الأميرين: شرف الدين ونجم الدين.
- خمائل الأزهار في بيان نسب بني جعفر الطيار.
- صوت الأرض (ديوان شعر).
- الدر المنثور من حياة العارف بالله الشيخ إبراهيم منصور.